# 石榑村
石榑村（いしぐれむら）は三重県員弁郡にあった村。現在のいなべ市大安町の南西端にあたる。

## 地理
- 山岳：竜ヶ岳
- 河川：宇賀川、源太川、青川

## 歴史
- 1907年（明治40年）4月1日 - 南石加村・北石加村が合併して発足。
- 1939年（昭和14年）9月8日 - 天狗山に大日本航空の旅客機が墜落。乗員乗客6人中5人が死亡。操縦士1人が重傷[1]。
- 1956年（昭和31年）9月30日 - 丹生川村と合併して石加村が発足。同日石榑村廃止。

## 名所・旧跡・観光スポット・祭事・催事
- 宇賀渓